# 한승우 (1994년)
한승우(韓勝宇, 1994년 12월 24일~)는 대한민국의 가수이자 대한민국의 보이 그룹 빅톤의 멤버로, 과거 대한민국의 보이 그룹 X1의 멤버였다. 대한민국의 배우 대한민국의 걸그룹 시크릿 출신 한선화의 남동생이다.

## 학력
- 신금초등학교 (졸업)
- 금명중학교 (졸업)
- 서부산공업고등학교 (졸업)

## 음반 목록

### 미니 음반
- 2020년 8월 10일 《Fame》
- 2021년 6월 28일 《Fade》
- 2023년 6월 27일 《Frame》
- 2024년 6월 5일 《SCENE》

## 출연작

### TV 프로그램
- 2016년 Mnet 나와 일곱남자들의 이야기 미.칠.남
- 2017년 MBC every1 주간 아이돌
- 2019년 Mnet PRODUCE X 101
- 2020년 Mnet TMI 뉴스
- 2020년 MBC 복면가왕

## 수상 목록

### 가요 프로그램 1위
| 연도            | 수상 내역 (총 1회)                                            |
| --------------- | ------------------------------------------------------------- |
| 2023년 (총 1회) | - Dive Into (총 1회) - 7월 4일 SBS MTV 《더 쇼》 더 쇼 초이스 |